# Inoculazione (metallurgia)
Per inoculazione, in metallurgia, si intende il processo attraverso il quale un elemento estraneo al materiale liquido (eterogeneità) viene inglobato da un embrione cristallino, cioè l'entità microscopica che attraverso l'accrescimento produce il grano cristallino. 
Questo processo è favorito da un angolo di bagnabilità prossimo a 0, cioè dalla capacità che ha l'embrione di "spalmarsi" sulla superficie dell'eterogeneità e quindi di inocularla.